# Нова Весь (Піський повіт)
Нова Весь (пол. Nowa Wieś, нім. Neuendorf) — село в Польщі, у гміні Ожиш Піського повіту Вармінсько-Мазурського воєводства.
У 1975-1998 роках село належало до Сувальського воєводства.